# 高輪駅

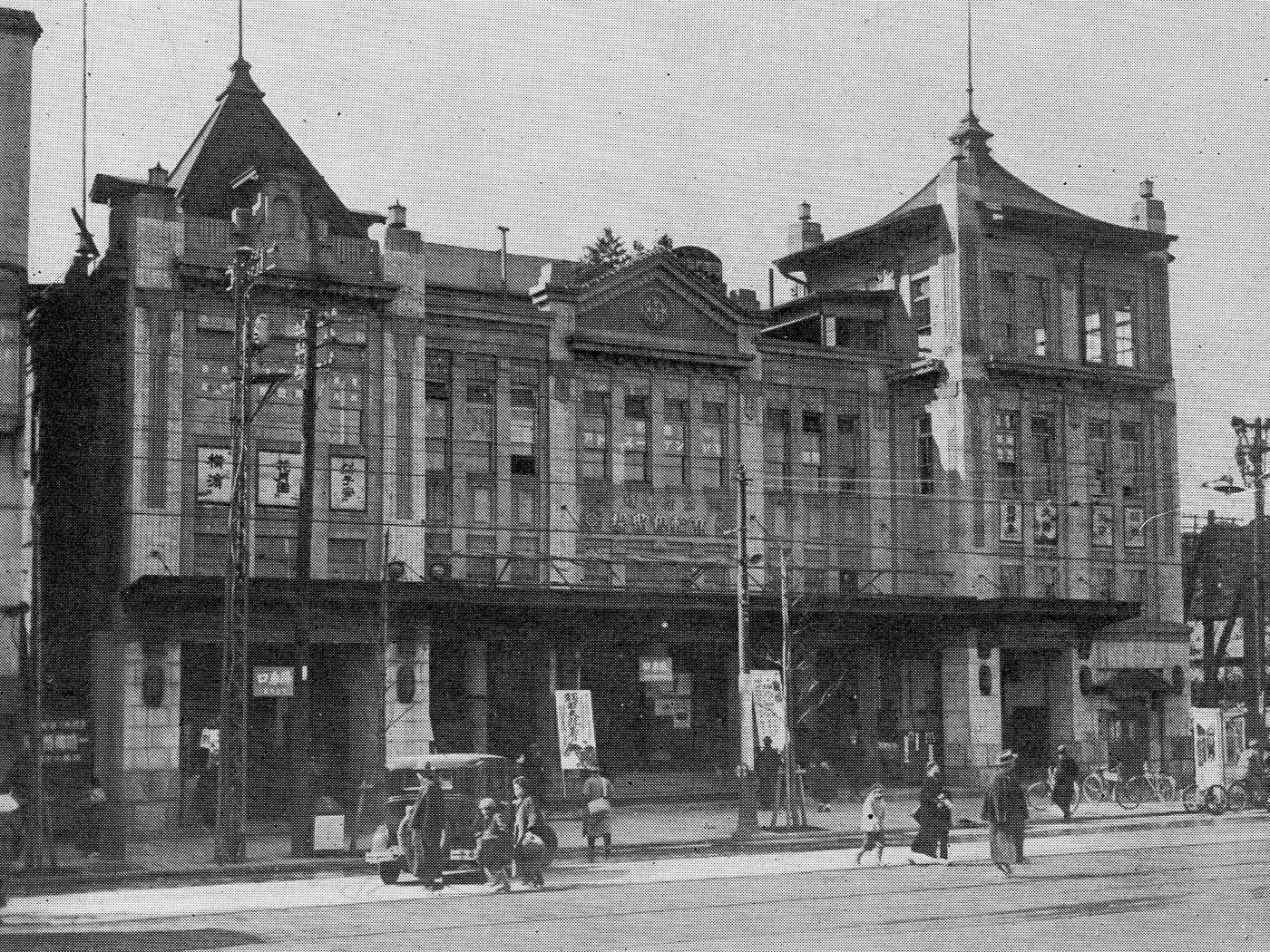
昭和初期の高輪停留所

高輪駅（たかなわえき）は、東京府東京市芝区にあった京浜電気鉄道（京浜急行電鉄の前身）の駅で、当時本線の終着駅であった。1925年（大正14年）3月11日に開業後、1933年（昭和8年）に廃止された。
駅跡地ではビルの建設が数回行われており、痕跡を確認することはできない。品川駅の西方、現在の東京都港区高輪4丁目にあったとされている。

## 歴史
- 1908年（明治41年）6月：青山延長線の免許を取得[6]
- 1924年（大正13年）8月11日：京浜電気鉄道と東京市電気局との軌道共用許可申請（八ツ山橋北詰 - 芝区高輪南町25番地の先）の許可が下りる[7]。
- 1925年（大正14年）
  - 3月11日：八ッ山 - （高輪南町共用分岐） - 高輪間完成に伴い開業[1][2][3]。
  - 9月1日：駅ビルの高輪ビルディングが竣工[6][4]
- 1926年（大正15年）9月：千駄ヶ谷線（千駄ヶ谷 - 南青山）および青山線（南青山 - 白金猿町）の特許失効（未着工）[6]
- 1928年（昭和3年）7月20日：青山線（白金猿町 - 高輪）の特許失効（未着工）[6]
- 1933年（昭和8年）4月1日：品川 - 横浜間軌道変更と同時に当駅廃止[6][4]。

当時の省線品川駅付近の毛利公爵邸の一部を譲り受け、東京市電（後の都電）は八ッ山の京浜電鉄の(旧)品川駅前に起点を移し、国道を挟んで省線品川駅前に高輪駅を設けたことにより、市電品川線へ乗り入れができるようになった。開業同年9月に駅ビルとして1階に売店、中2階と2階には20数軒の店舗が入居する「高輪ビルディング」が完成。ホーム構造は4面3線の旅客ホームと1面1線の貨物ホームを有するターミナル駅であった。
高輪駅は戦前京浜電気鉄道が青山線（未成）への足がかりとして建設された駅である。計画当初は青山方面に直通する設計であったが、青山線が頓挫したため終端駅として完成した。北品川駅からはごく短い区間を東京市電に乗り入れる一方（北品川を出て八ツ山橋を越えた東京市内から市電の共用軌道に入り高輪南町停留場を通った後に分岐し高輪駅へ至る）、東京市電も北品川駅まで乗り入れる相互乗り入れの形で、同駅には市電専用のプラットホームも存在し、相対式ホームであった。
その後京浜電鉄は湘南電気鉄道との相互乗り入れを行うため1,435 mm 軌間に改軌することから、東京市電（1,372 mm 軌間）との相互乗り入れを前提とした高輪駅は営業を続けることができなくなった。京浜は東京市電との相互乗り入れを廃止し、鉄道省品川電車区の用地を譲り受けて品川駅へと延伸することとなり、高輪駅は短期間で営業を終えた。ただし駅舎はその後も京浜電鉄の本社として使用され、ウィング高輪の建設のため1980年代に解体されるまで使用された。
京浜電鉄はこうして東京市電と縁を切ったが、後年市電の後身とも言える都営地下鉄浅草線と相互乗り入れを行うこととなり、35年後の1968年（昭和43年）に京急本線を泉岳寺駅まで延伸し、相互乗り入れを開始している。